# Douchy (Loiret)
Douchy ist eine Ortschaft und eine Commune déléguée in der französischen Gemeinde Douchy-Montcorbon mit 910 Einwohnern (Stand: 1. Januar 2018) im Loiret in der Region Centre-Val de Loire. 
Die Gemeinde Douchy wurde am 1. Januar 2016 mit Montcorbon zur neuen Gemeinde Douchy-Montcorbon zusammengeschlossen. Douchy liegt etwa 85 Kilometer östlich von Orléans an der Ouanne. Die Gemeinde Douchy gehörte zum Arrondissement Montargis und zum Kanton Courtenay.

## Bevölkerungsentwicklung
| Jahr                       | 1962 | 1968 | 1975 | 1982 | 1990 | 1999 | 2006 | 2013  | 2018 |
| Einwohner                  | 906  | 883  | 829  | 917  | 982  | 956  | 981  | 1.047 | 910  |
| Quellen: Cassini und INSEE |      |      |      |      |      |      |      |       |      |

## Sehenswürdigkeiten

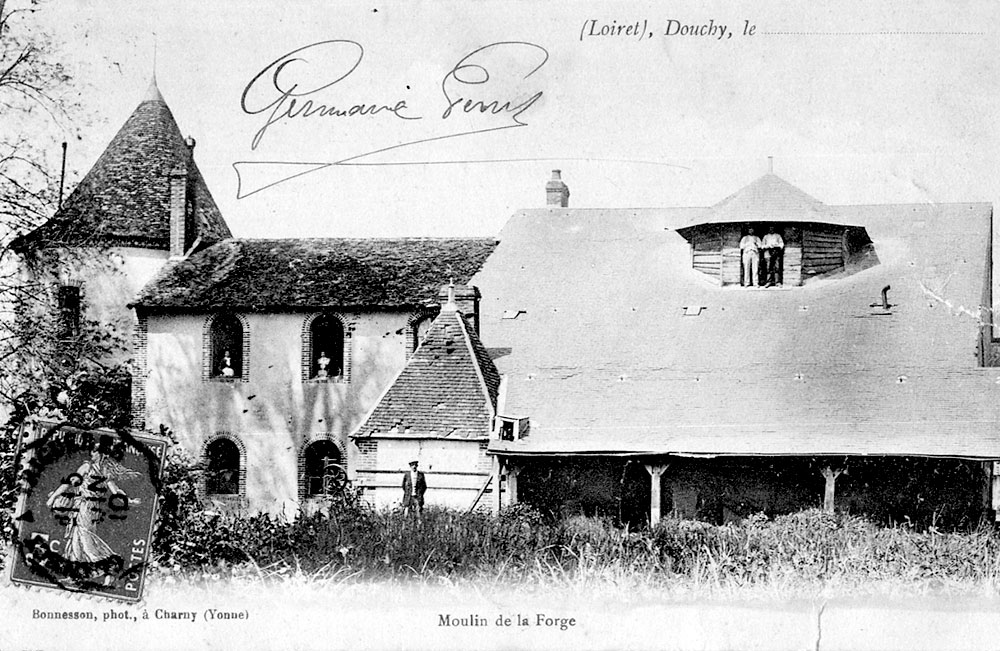
Alte Postkarte der Schmiedemühle

- Schloss La Brûlerie
- Mühle der Schmiede

## Berühmte Einwohner
- Alain Delon, Schauspieler, lebte von 1971 bis zu seinem Tod 2024 in Douchy